# Palmolive (бренд)
Palmolive — американский транснациональный бренд средств личной гигиены и жидкостей для мытья посуды, производимых компанией Colgate-Palmolive. Кусковое мыло Palmolive, представленное в 1898 году, изготовлено из кокосового, пальмового и оливкового масел. На рубеже XX века кусковое мыло Palmolive стало самым продаваемым мылом в мире.
В настоящее время продукция бренда Palmolive включает в себя жидкости для мытья посуды, а также средства личной гигиены, такие как шампунь, кондиционер для волос, гель для душа, кусковое мыло и жидкое средство для мытья рук.

## История
В 1864 году Бёрдетт Джей Джонсон (1826—1902) основал компанию B.J. Johnson Co. в Милуоки, штат Висконсин. В 1898 году компания Palmolive представила кусок мыла оливково-зелёного цвета из кокосового, пальмового и оливкового масел. Мыло стало очень популярным благодаря рекламной кампании, продвигающей его как тип мыла, который в Древнем Египте предпочитали фараоны, особенно «Дочь фараона».
Всего за два года кусковое мыло Palmolive стало самым продаваемым мылом в мире. Сын Джонсона Калеб Джонсон стал президентом бренда, и в 1917 году бренд получил название Palmolive Soap Co.
В 1920 году под брендом Palmolive был выпущен крем для бритья. В его формулу входили пальмовое и оливковое масла.
Бренд Palmolive Co. также производил другие чистящие средства, среди которых — «Мыло с солёной водой» (англ. «Salt Water Soap») для пассажиров кораблей United States Lines, «Китайское мыло» (англ. «China Soap») и мыло для стирки и уборки «Green Arrow Pure Soap» с оливковым маслом и нафтой.
В 1926 году президент Palmolive Soap Co. Чарльз С. Пирс объявил о «предварительных планах консолидации» компании Palmolive Soap в Милуоки и компании Peet Brothers Soap Company в Канзас-Сити. Было заявлено, что объединённые активы компании превысят 45000000 долларов США (774000000 долларов США в 2023 году). Мыло Peet Brothers продавалось как на национальном, так и на международном уровне. Разновидности — Crystal White в форме кусков и чешуек из хлопкового и кокосового масел, мыло для стирки Ben-Hur «White Bleaching», хозяйственное порошковое мыло Seafood Naphtha Soap и туалетное мыло из оливкового и кокосового масел «CremeOil».
В июне 1928 года в инвестиционном сообществе появилась информация о том, что должностные лица компании «Palmolive-Peet Co.» ведут переговоры о закупке бренда Colgate. Сообщалось, что совокупные активы объединённой компании превысят $66000000 ($1171000000 в 2023 году).
Слияние объединило три старейшие и крупнейшие компании по производству мыла и парфюмерии в США и вступило в силу 1 июля 1928 года. Совместное предприятие получило название «Colgate Palmolive Peet Company». Совокупный объём продаж трёх компаний до слияния в 1927 году превысил 100000000 долларов США (1774000000 долларов США в 2023 году). Всего насчитывалось 7 производственных предприятий в США. Заводы были открыты в 14 зарубежных странах.
С 1953 года предприятие называется Colgate-Palmolive Company.

## Галерея

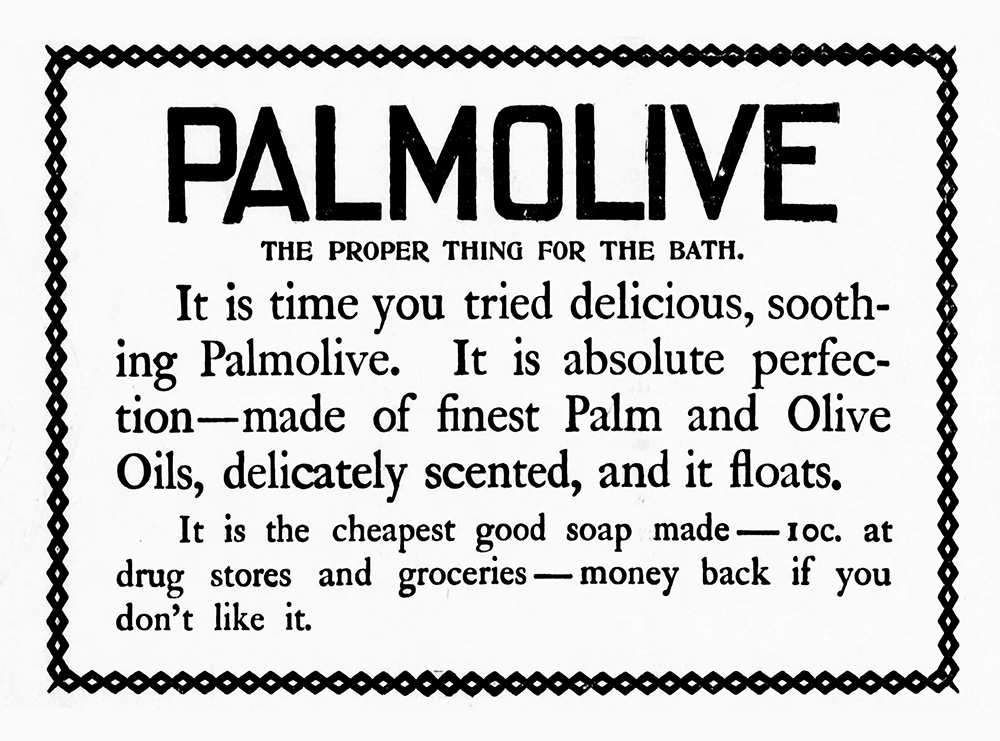
Реклама кускового мыла Palmolive в Ошкоше, Висконсин (20 мая 1899 года)
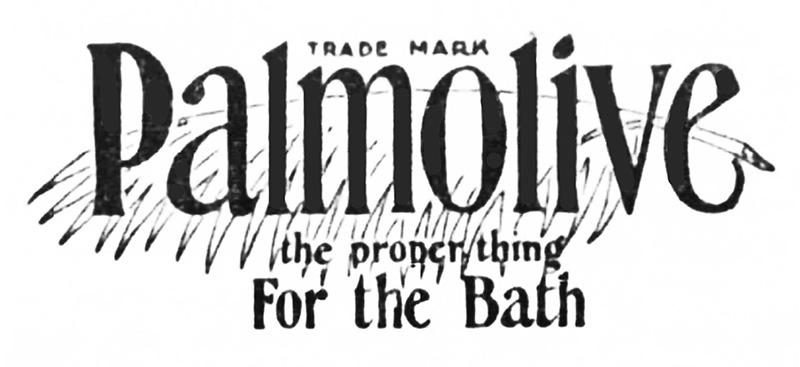
Логотип мыла Palmolive
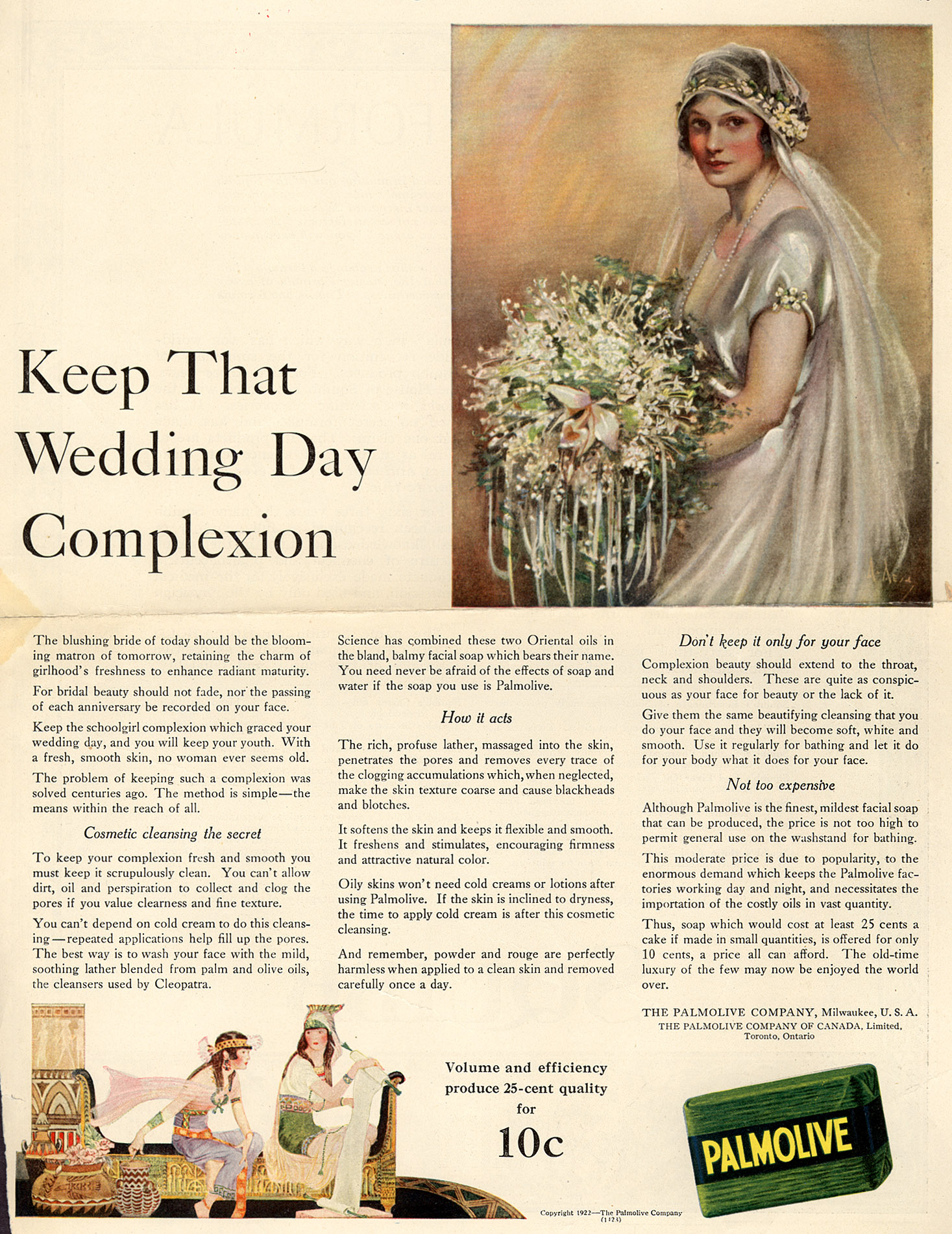
Реклама мыла Palmolive в 1922 году